# Iassomorphus cedaranus
Iassomorphus cedaranus är en insektsart som beskrevs av Naudé 1926. Iassomorphus cedaranus ingår i släktet Iassomorphus och familjen dvärgstritar. Inga underarter finns listade i Catalogue of Life.